# Salix longistamina
Salix longistamina är en videväxtart som beskrevs av C. Wang och P.Y. Fu. Salix longistamina ingår i släktet viden, och familjen videväxter. Utöver nominatformen finns också underarten S. l. glabra.